# Vicenta Siosi
Vicenta María Siosi Pino (San Antonio de Pancho, Manaure, A Guajira, Colômbia, 29 de setembro de 1965) é uma jornalista, mestranda em escrituras criativas da Universidade Nacional de Colômbia, docente, documentalista e ativista de origem wayúu colombiana. Foi chefe de imprensa da Gobernación dA Guajira.

## Biografia
Nasceu em um dos assentamentos localizados no município Manaure, filha de mãe wayúu do clã apshana e pai do clã Epieyu. Passou sua infância no território materno, até que seus pais decidem se mudar para Riohacha para que ela seguisse seus estudos, aos oito anos de idade. Posteriormente ao iniciar sua formação na instituição a Divina Pastora, lugar desde onde começou a inclinar para a carreira de comunicação social.
Se graduou como jornalista na Faculdade de Jornalismo da Universidade dA Sabana. Mais adiante se matricularía na Universidade Jorge Tadeo Lozano para especializar-se em Planejamento Territorial. Conhecimentos que servir-lhe-iam para expressar as diversas temáticas que se expõem em seus livros e contos, além da colocar como uma das primeiras escritoras de origem indígena em representar a Colômbia, e ao povo wayuu em eventos internacionais, convertendo na imagem feminina de sua etnia dedicada a conservar as narrações e contos orales que perviven na memória histórica de sua comunidade. Actualmente realiza uma Maestría em Escritura Criativa na Universidade Nacional.

## Trajetória
Entre suas primeiras publicações está Esa horrible costumbre de alejarme de ti, texto que publicou com o apoio de Francisco Justo Pérez vão-Leenden quando era reitor da Universidade dA Guajira no ano 1992. Desde então se dedicou a retratar e narrar o cotidiano do povo wayuu através de seus escritos. Narração que provém da oralidade e que se manifesta na escrita através dos textos publicados por Vicenta Siosi. Em 1995 publica-se El honroso vericueto de mi linaje también de la mano de la Universidad de la Guajira, e o qual posteriormente se inclui no livro Etnoliteratura wayuu editado pela Universidade do Atlántico.
Em 1995 vontade o Prêmio-Bolsa de Colcultura com sua documentária Fiesta de los embarradores de Riohacha. Em 1998 obteve uma Menção de Honra no concurso ENKA: Prêmio andino e Panamá de literatura infantil, por sua novela curta: O doce coração dos pele cobriza. No ano 2000 ganhou o Concurso Nacional de Conto Infantil de Comfamiliar do Atlántico com a fábula A senhora iguana, da qual a revista argentina
Cuatrogatos disse que era uma candorosa poesia e o diário O Tempo o recomendou como um livro educativo e placentero. Está publicado pela editorial Norma. Em 2004 a Direcção de Cultura dA Guajira publicou sua cartilla bilingüe, produto de uma longa investigação: Jogos dos meninos wayuu.
No ano 2010 foi convidada ao “Háy Festival” de Cartagena junto a 90 escritores de todo mundo. Seu conversatorio chamou-se “Ficção wayuu”. Vicenta Siosi encarregou-se de redigir uma carta para o presidente Juan Manuel Santos com o fim de evitar o desvio do rio Ranchería, a misiva foi traduzida a vários idiomas e exposta ao público ao nível mundial em defesa do único rio para os wayúu. Siosi faz parte dos escritores da antología: Mensagem indígena de água livro editado em Norteamérica por uma Ong ambientalista e que convocou as letras de indígenas de todo mundo.
O livro Cerezas en verano uma compilação de nove contos, foi editado pela Universidade do Vale em 2017 e publicado em dinamarquês em 2020, pela editorial Aurora Boreal de Dinamarca. A revista Siècle 21, traduziu ao francês seu conto: O bebé dorme, e Latin America Literatura Today, traduziu ao inglês seu conto: Não tenho voltado a escutar os pássaros.
No 2022 o Fundo Misto de Cultura Guajira publicou a pesquisa Os agüeros wayuu. No ano 2019 representou a narração oral do povo wayuus na Feira do Livro de Guadalajara, no que também se lhe fez uma homenagem aos escritores indígenas de Latinoamérica, igualmente participou na Feira do livro em Espanha no 2021. e no Festival de Literatura Copenhague. Recentemente a Editorial Norma editou o conto A senhora Iguana em braille.

## Títulos publicados
- - Esa horrible costumbre de alejarme de ti, Universidad de La Guajira
  - El honroso vericueto de mi linaje, Universidad de La Guajira
  - El dulce corazón de los piel cobriza, Fondo Mixto de Cultura Guajira
  - La Señora Iguana, Editorial Norma
  - Juegos de los niños wayuu, Dirección de Cultura Guajira
  - Danza de tortugas en el mar, Fondo Mixto de Cultura Guajira
  - Cerezas en verano. Universidad del Valle
  - Pedacito de tierra bonita, Fondo Mixto de Cultura
  - Los agüeros wayuu, Fondo Mixto de Cultura Guajira